# سراي شيخ علي (الريف الغربي)
سراي شيخ علي (بالفارسية: سرای شیخ‌علی) هي منطقة سكنية تقع في إيران في قسم الريف الغربي الريفي.